# 吳嘉聰
吳嘉聰（1476年—1541年），字惟德，號雁山，山西振武衛軍籍，湖廣湘陰縣人，明朝政治人物。

## 生平
弘治十四年（1501年）辛酉科山西鄉試第一十五名，登正德六年（1511年）辛未科第三甲第二十四名進士。初授丰城县知县，擢升曹州知州，调临清州，擢刑部员外郎，正德十四年（1519年）冬任江西南昌府知府。嘉靖二年（1523年）四月升山东按察司副使、兵备徐扬。丁母忧归，又丁父忧，居喪五年，服未闕，以考察閑住。嘉靖二十年卒，年六十六。

## 家族
曾祖吳亨；祖父吳安；父吳璉，成化丙午举人，曾任太僕寺丞，官至山东轉運同知。母趙氏。具庆下。從弟吴嘉会，进士。